# Iwate (prefektura)
Iwate (japanski: kanji (岩手県, romaji: Iwate-ken) je prefektura u današnjem Japanu. 
Nalazi se u istočnoj obali sjevernog dijela otoka Honshūa. Nalazi se u chihō Tōhokuu.
Glavni je grad Morioka.
Organizirana je u 10 okruga i 33 općine. ISO kod za ovu pokrajinu je JP-03.
1. listopada 2010. u ovoj je prefekturi živjelo 1,330.530 stanovnika.
Simboli ove prefekture su cvijet paulovnije (Paulownia tomentosa), drvo japanski crveni bor (Pinus densiflora) i ptica zeleni fazan (Phasianus colchicus).